# Sergio Salazar
Sergio Salazar Salazar (Città del Messico, 17 ottobre 1973) è un ex pentatleta messicano.

## Palmarès
In carriera ha conseguito i seguenti risultati:
- Mondiali:

Basilea 1995: bronzo nel pentathlon moderno staffetta a squadre.
Sofia 1997: argento nel pentathlon moderno staffetta a squadre.
Città del Messico 1998: oro nel pentathlon moderno a squadre.